# 賈斯汀·史拜爾
賈斯汀·詹姆士·史拜爾（Justin James Speier），1973年11月6日生於加利福尼亞州（California）核桃溪市（Walnut Creek），為美國職棒大聯盟洛杉磯安那罕天使隊中繼右投手。曾就讀亞利桑那州鳳凰城的布羅菲預科學校（Brophy CollegePreparatory），和尼可斯州立大學（Nicholls State University）。1995年選秀會，他被芝加哥小熊隊挑中。因為某些迷信，史拜爾投每一球之前，一定會先摸三下帽子。
史拜爾出手角度怪異的四縫線直球（four-seam fastball），球速在89~94英里之間。直球速度是他成功的關鍵要素，快速的四縫線球和犀利的必殺球種─指叉球（forkball）搭配運用，加上與眾不同的出手方式，常使打者相當困擾；此外他也會投二縫線直球（two-seamer）與滑球（slider）。
今日身為知名的牛棚好手的史拜爾，大聯盟之路卻是命運多舛。1995選秀小熊以第55輪挑走，直到98年才首度登上大聯盟。只打了一場比賽，他就和另兩位隊友一起被打包交易到佛羅里達馬林魚隊。該季他在馬林魚隊出賽18場，99年季初改在亞特蘭大勇士隊（擔任牛棚投手。99年11月23日，克利夫蘭印地安人隊（Cleveland Indians）從勇士的讓渡名單（waiver）取得(claim)他。
2000球季，史拜爾在印地安人隊拿下他大聯盟的首場勝投，季賽有5勝2敗的表現。2001年，他贏了兩場有關勝負的比賽後，又轉往科羅拉多落磯隊繼續大聯盟旅程。他在洛磯隊的兩年半共繳出了12勝5敗、10次救援的成績單。